# Велика книга
«Велика книга» — російська національна літературна премія. У 2016 році грошова винагорода становить:
- 1а премія — 3 млн руб.
- 2а премія — 1,5 млн руб.
- 3-тя премія — 1 млн руб.

Принцип фінансування — відсотки за вкладом засновників «Центру підтримки вітчизняної словесності» (російських великих бізнесменів і бізнес-структур).
На здобуття премії приймаються твори всіх прозових жанрів, включаючи мемуари, життєписи та іншу документальну прозу.

## Засновники
Засновником Національної літературної премії «Велика книга» є «Центр підтримки вітчизняної словесності» (голова ради — Володимир Григор'єв, генеральний директор Георгій Урушадзе), організований:
- Альфа-Банком;
- Групою компаній «Ренова»;
- Романом Абрамовичем;
- Олександром Мамутом;
- Торговим домом «ГУМ»;
- журналом «Ведмідь»;
- Групою компаній «Відео Інтернешнл»;
- Фондом сприяння кадетських корпусів імені Олексія Йордана

«Засновники представлені» Радою піклувальників премії. В даний час до Ради піклувальників входять:
- Надзвичайний і Повноважний Посол Російської Федерації в Ватикані Олександр Авдєєв;
- директор Інституту російської літератури РАН член-кореспондент РАН Всеволод Багно;
- генеральний директор ВГТРК Олег Добродєєв;
- керівник Роздруку Михайло Сеславинський;
- президент Російського книжкового союзу, екс-голова Рахункової палати РФ Сергій Степашин;
- перший заст. голови ради директорів «Альфа-Банку», віце-президент Конгресу муніципальних утворень Олег Сисуєв — голова Ради;
- ген.директор Російської державної бібліотеки Віктор Федоров;
- президент Фонду соціально-економічних та інтелектуальних програм Сергій Філатов;
- спеціальний представник Президента Росії з міжнародної культурної співпраці Михайло Швидкий.

## Порядок присудження премії

### Формування списку номінантів («довгого списку»)
У конкурсі на здобуття премії можуть брати участь як опубліковані твори, так і рукописи. Висунути твір або рукопис на конкурс можуть видавництва, члени Літературної академії (журі премії), ЗМІ, творчі спілки, а також органи державної влади (федерального і регіонального рівня). Опублікований твір також може бути висунуто автором. Твір має бути опубліковано (підписано до друку) або в попередньому році, або в термін до 28 лютого року премії, коли закінчується прийом робіт на здобуття премії.
Рада експертів відбирає номінантів із заявок для «довгого списку» (котра має обмеження по числу творів). Кожна висунута робота оцінюється не менше ніж двома експертами і рекомендується (або відхиляється). Загальний список в результаті складається до 30 квітня і оголошується головою ради експертів і публікується на електронній сторінці Премії в інтернеті.

### Формування «Списку фіналістів»
У підсумковий список («Список фіналістів») включається від 8 до 15 робіт з «довгого списку». За кожного твору приймається колегіальне рішення, при цьому за включення повинна висловитися більшість експертів ради. В термін до 31 травня список повинен бути оголошений головою ради експертів і опублікований на інтернет-сайті Премії.

### Робота Літературної академії (журі)
Літературна академія (журі Премії) складається більш ніж з 100 чоловік — професійних літераторів і видавців, діячів культури і мистецтва, науковців, громадських і державних діячів, журналістів і підприємців.
Члени Літературної академії знайомляться з творами з «Списку фіналістів» і голосують. За кількістю поданих балів визначаються лауреати першої, другої і третьої премій. Члени журі можуть скликати очне засідання Літературної академії, якщо необхідно вирішити питання про надання чи неприсудження однієї або декількох премії (включаючи додаткові).

### Визначення призу читацьких симпатій
Після оголошення «Списку фіналістів» відкривається читацьке голосування. Перші три роботи, які отримали найбільшу кількість балів від читачів, нагороджуються пам'ятними статуетками. А з 2008 року можливо ознайомитися і з текстом конкурсних робіт.

## Голови ради та журі

### Рада експертів
Головою Ради експертів всі роки існування Премії є заступник головного редактора журналу «Новий світ» Михайло Бутов [7] [8] [9] [10].

### Літературна академія
Головами (співголовами) Літературної академії були:
- 2005—2006 — письменники Данило Гранін і Едвард Радзинський;
- 2006—2007 — письменник Володимир Маканин;
- 2007—2008 — письменник Андрій Бітов;
- 2008—2011 — письменник, журналіст, головний редактор «Літературної газети» Юрій Поляков і історик, письменник і телеведучий Олександр Архангельський.
- з 2012 року — літературний критик, проректор РДГУ Дмитро Бак.

## Історія і лауреати премії
Премія оголошена 14 листопада 2005 року.

### Сезон 2005—2006
«Довгий список» з 71 твору було оголошено 26 квітня 2006 року.
Шорт-лист («Список фіналістів») з 15 творів був оголошена 30 травня 2006 року на спеціальному «Літературному обіді» в ГУМі.
Підсумки першого сезону були підведені 22 листопада 2006:
- Першу премію (3 млн руб) отримав Дмитро Биков (біографія «Борис Пастернак»).
- Другу премію (1,5 млн.руб) — Олександр Кабаков (роман «Все можна виправити»).
- Третю премію (1 млн.руб) — Михайло Шишкін («Венерин волосся»).

Спеціальним призом «За внесок в літературу» був нагороджений Наум Коржавін (мемуари «У спокусах кривавої епохи»).
Приз читацьких симпатій за підсумками голосування в інтернеті отримали фіналісти премії Олексій Іванов («Золото бунту»), Дмитро Биков («Борис Пастернак»), Людмила Улицька («Люди нашого царя»).

### Сезон 2006—2007
Другий сезон премії був оголошений 28 листопада 2006 року.
У «довгий список» були включені 45 творів, з яких фіналістами стали 12.
Лауреати другого сезону були названо 22 листопада 2007 року в Будинку Пашкова.
- Першу премію (3 млн руб) отримала Людмила Улицька за роман «Даніель Штайн, перекладач».
- Другу премію (1,5 млн.руб) — Олексій Варламов за біографію «Олексій Толстой».
- Третю премію (1 млн.руб) — Діна Рубіна за роман «На сонячному боці вулиці».

Приз «За внесок у літературу» був присуджений Андрію Бітову і Валентину Распутіну.
Приз «За честь і гідність» був присуджений поетові і перекладачеві Іллі Кормільцеву (посмертно).
За результатами читацького голосування Приз читацьких симпатій отримали: 1.Людмила Улицька, 2.Діна Рубіна, 3.Віктор Пєлєвін (за роман «Empire V»).

### Сезон 2007—2008
27 листопада 2007 року оголошено третій сезон премії. Прийом робіт завершився 29 лютого 2008 року.
- У третьому сезоні в «довгому списку» виявилося також 45 творів, проте фіналістами стали тільки 10.
- Результати конкурси були названі 25 листопада 2008 року в Будинку Пашкова.
- Першу премію (3 млн руб) отримав Володимир Маканин за роман «Асан».
- Другу премію (1,5 млн.руб) — Людмила Сараскіна за біографію «Олександр Солженіцин».
- Третю премію (1 млн.руб) — Рустам Рахматуллін за книгу есеїв «Дві Москви, або Метафізика Столиці».
- Приз «За честь і гідність» присуджений Олександру Солженіцину (посмертно).
- За результатами читацького голосування Приз читацьких симпатій отримали: 1.Рустам Рахматуллін, 2.Володимир Костін (збірка повістей та оповідань «Річні кільця»), 3.Людмила Сараскіна.

### Сезон 2008—2009
Прийом робіт завершився 28 лютого 2009 року.
У «довгий список» було включено 48 творів, з яких рада експертів вибрав 13 «фіналістів».
Лауреати четвертого конкурсу були названі 26 листопада 2009 року в рамках урочистої церемонії, що проходила в Будинку Пашкова.
- Першу премію (3 млн.руб) отримав Леонід Юзефович за роман «Журавлі і карлики».
- Другу премію (1,5 млн.руб) — Олександр Терехов за роман «Кам'яний міст».
- Третю премію (1 млн.руб) — Леонід Зорін за збірку «Поганий глобус».

Спеціальним призом «За честь і гідність» удостоєний Борис Васильєв.
За результатами читацького голосування Приз читацьких симпатій отримали: 1.Андрій Балдін (книга есе «Протягом точки»), 2.Леонід Юзефович, 3.Мар'ям Петросян (роман «Будинок, в якому...»).

### Сезон 2009—2010
Прийом робіт завершився 28 лютого 2010 року.
На здобуття премії було висунуто 379 творів, з яких в «довгий список», представлений 15 квітня, потрапили 37 авторів виданих творів і 12 авторів рукописів.
«Список фіналістів» був оголошений 19 травня 2010 року на традиційному Літературному обіді. У список увійшли 14 книг і рукописів.
Лауреати п'ятого конкурсу були названі 23 листопада 2010 року в Будинку Пашкова:
- Перша премія присуджена Павлу Басинському за дослідження «Лев Толстой. Втеча з раю».
- Друга премія — Олександр Ілічевський за роман «Перс».
- Третя премія — Віктору Пелевіну за роман «t».

Спеціальним призом «За внесок в літературу» нагородили Антона Павловича Чехова (премія якого була передана Чеховської комісії РАН).
За результатами читацького голосування Приз читацьких симпатій отримали: 1.Віктор Пєлєвін, 2.Євген Клюєв (роман «Андерманір штук»), 3.Михайло Гіголашвілі (роман «Чортове колесо»).

### Сезон 2010—2011
Прийом робіт завершився 28 лютого 2011 року.
На здобуття премії було висунуто 375 рукописів і книг з 42 регіонів Росії і 14 країн ближнього і далекого зарубіжжя, з яких 40 творів 39 авторів потрапили в «довгий список», представлений 20 квітня в улюбленій московської пельменній Йосипа Бродського на вулиці Красіна, 7.
«Список фіналістів» оголошено 25 травня 2011 року на традиційному Літературному обіді в ГУМі. У список увійшли десять творів (і все — романи).
Переможці були оголошені 29 листопада 2011 р. в Будинку Пашкова[29], при цьому вівся підрахунок балів безпосередньо на церемонії. За тиждень до цього були оголошені підсумки народного голосування, що проходить на сайті Имхонет.ру[29]:
- Першу премію отримав письменник Михайло Шишкін за роман «Письмовник».
- Другу премію отримав письменник Володимир Сорокін за твір «Заметіль».
- Третю премію отримав письменник Дмитро Биков за твір «Остромов, або Учень чародія».

За результатами читацького голосування Переможцями стали: (1) Михайло Шишкін, (2) Дмитро Биков, (3) Юрій Буйда (роман «Синя кров»).
Спеціальною премією «За честь і гідність» нагороджений Фазіль Іскандер.
Спеціальну премію «За внесок у літературу» отримав Пітер Мейер (Peter Mayer).

### Сезон 2011—2012
29 лютого 2012 року завершився прийом робіт на здобуття премії.
На здобуття премії було висунуто 401 твір, з яких 85 рукописів.
У список фіналістів, оголошений 30 травня, потрапили 14 творів.
У липні-листопаді 2012 року проводилося читацьке голосування.
Переможці були оголошені 27 листопада 2012 р. на урочистій церемонії в Будинку Пашкова. В результаті:
- Першу премію отримав письменник Данило Гранін за роман «Мій лейтенант…».
- Другу премію отримав письменник Олександр Кабаков, Євген Попов за твір «Аксьонов».
- Третю премію отримала Марина Степнова за роман «Жінки Лазаря».

Спеціальною премією «За честь і гідність» нагороджений Данило Гранін.
Спеціальну премію «За внесок у літературу» отримав Антуан Галлімар, голова найстарішого видавництва Франції «Галлімар».
Крім того, на урочистій церемонії нагородили переможців читацького голосування: на першому місці — архімандрит Тихон (Шевкунов) («„Несвятые святі“ та інші оповідання»), на другому — Марія Галіна («Капустянки»), на третьому — Марина Степнова («Жінки Лазаря»).

### Сезон 2012—2013
На здобуття премії було подано 321 твір від письменників з Росії, з України, Білорусі, Казахстану, США, Іспанії, Франції, Естонії, Ізраїлю, Латвії та Німеччини. 24 квітня 2013 року в меморіальному музеї-квартирі О. М. Толстого був оголошений «Довгий список», в який увійшли 36 творів, такі як «Німці» Олександра Терехова, «Місто сонця» Олександра Ілічевського, «Злодій, шпигун і вбивця» Юрія Буйди, «Тьотя Мотя» Майї Кучерської, «Арбайт: Широке полотно» Євгена Попова, «Музей революції» Олександра Архангельського, «Сльозами чемпіонки» Ірини Родніної.
Переможці були оголошені 26 листопада 2013 року у Будинку Пашкова.
- Першу премію отримав письменник Євген Водолазкин за роман «Лавр».
- Другу премію отримав письменник Сергій Бєляков за книгу «Гумільов син Гумільова».
- Третю премію отримав письменник Юрій Буйда за роман «Злодій, шпигун і вбивця».

Спеціальну премію «За внесок у літературу» отримав Євген Євтушенко.

### Сезон 2013—2014
На здобуття премії було подано понад 359 робіт з Росії та інших країн. У «довгий список» претендентів включено 29 творів.
Преміальний фонд літературної премії «Велика книга» у 2014 році:
- перше місце — 3 млн рублів,
- друге — 1,5 млн рублів,
- третє — 1 млн рублів.

Переможці були оголошені 25 листопада 2014 року в Будинку Пашкова.
- Першу премію отримав письменник Захар Прилєпін за роман «Обитель».
- Другу премію отримав письменник Володимир Сорокін за роман «Телуру».
- Третю премію отримав письменник Володимир Шаров за роман «Повернення в Єгипет».

Спеціальну премію «За внесок у літературу» отримав Леонід Зорін.
За результатами читацького голосування Приз читацьких симпатій отримали: (1) Світлана Алексієвич ("Час « секонд хенд»), (2) Захар Прилепін («Обитель»), (3) Олексій Макушинський («Пароплав до Аргентини»).

### Сезон 2014—2015
На здобуття премії було подано понад 338 робіт з Росії та інших країн. У «довгий список» претендентів включено 30 творів[36][37].
Преміальний фонд літературної премії «Велика книга» в 2015 році: перше місце — 3 млн рублів, друге — 1,5 млн рублів, третє — 1 млн рублів.
Переможці були оголошені 10 грудня 2015 року в Будинку Пашкова.
- Першу премію отримала Гузель Яхіна за роман «Зулейха відкриває очі».
- Другу премію — Валерій Залотуха за роман «Свічка».
- Третю премію — Роман Сенчин за роман «Зона затоплення».

Спеціальним призом «За серію екранізацій класики» нагороджений телеканал ВГТРК.
За результатами читацького голосування Приз читацьких симпатій отримали: (1) Гузель Яхіна («Зулейха відкриває очі») (2) Ганна Матвєєва («Дев'ять дев'яностих») (3) Валерій Залотуха («Свічка»).

### Сезон 2015—2016
Переможці були оголошені 6 грудня 2016 року в Будинку Пашкова.
- Першу премію отримав Леонід Юзефович за роман «Зимова дорога».
- Другу премію отримав Євген Водолазкин за роман «Авіатор».
- Третю премію отримала Людмила Улицька за роман «Драбина Якова».

Спеціальну премію «За внесок у літературу» отримали книжковий ярмарок non/fiction і Борис Купріянов.